# Spoorlijn Nové Mesto nad Váhom – Veselí nad Moravou
De spoorlijn Nové Mesto nad Váhom - Veselí nad Moravou is een regionale spoorverbinding in het westen van Slowakije (lijn 121) en het oosten van Tsjechië (lijn 343).
De lijn verbindt Nové Mesto nad Váhom (Slowakije) met Veselí nad Moravou (Tsjechië) via Vrbovce bij middel van stoptreinen Ze is enkelsporig, niet geëlektrificeerd en heeft een lengte van ruim 67,9 kilometer, waarvan 44 kilometer op het Slowaakse gondgebied. De maximumsnelheid bedraagt 80 km/u.

## Geschiedenis

### Voorgeschiedenis en bouw
De oprichting van Tsjecho-Slowakije na de Eerste Wereldoorlog in 1918 vereiste een aanpassing van de toenmalige verkeerswegen aan de nieuwe behoeften en de nieuwe verkeersstromen. De spoorlijnen van die tijd bevoordeelden het verkeer naar de oude hoofdsteden: Wenen en Boedapest. Het beperkte aantal grensoverschrijdende lijnen in het uiteenvallende rijk Oostenrijk-Hongarije vormde een probleem. Om hieraan te verhelpen werd een reeks nieuwe spoorwegen ontworpen, zo onder meer lijn 121. Het deel tussen Veselí nad Moravou (Tsjechië) en Myjava (Slowakije) werd geopend in 1927, het gedeelte naar Nové Mesto nad Váhom in 1929.

### Exploitatie

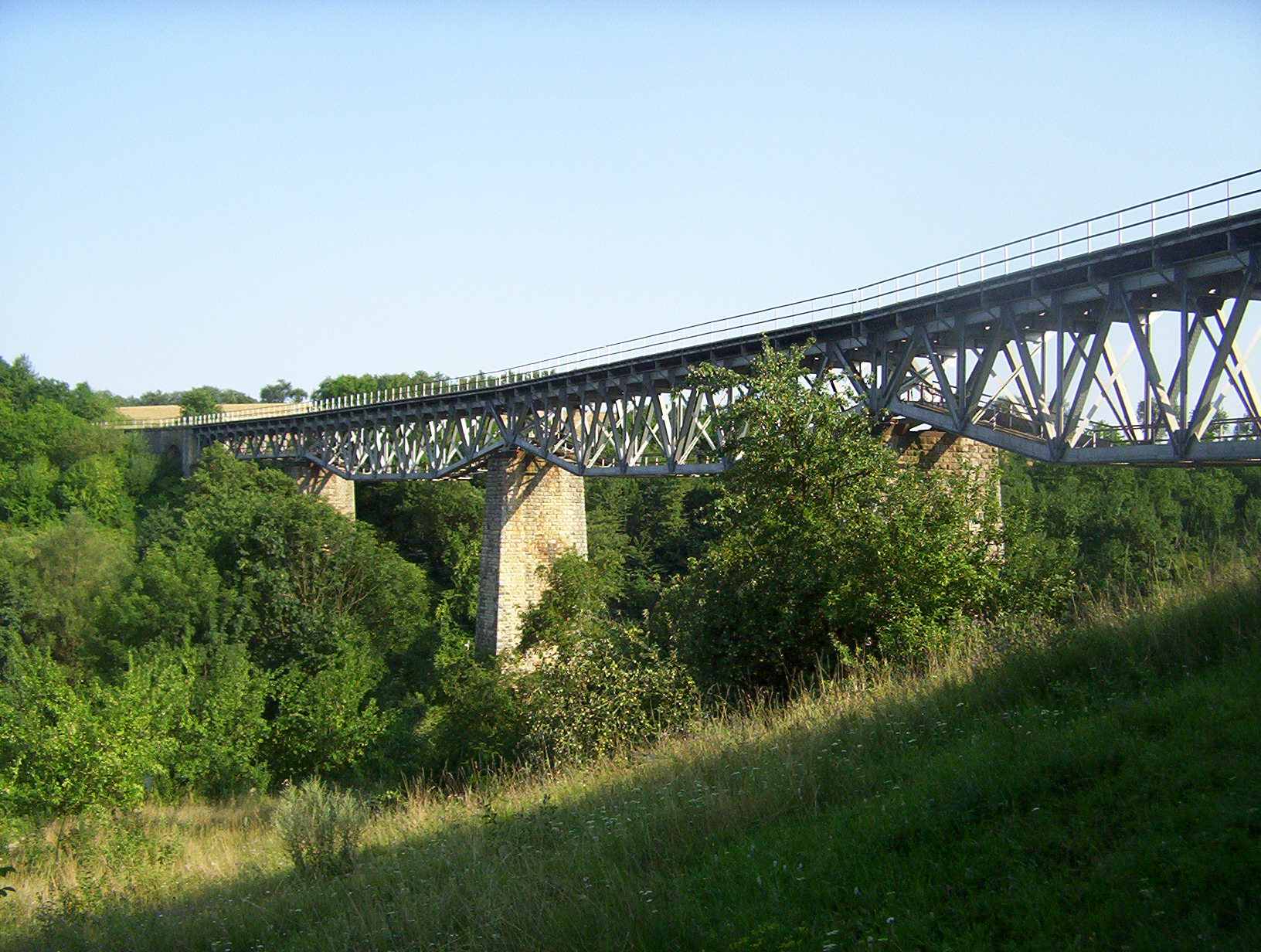
Brug in de omgeving van Myjava

Ingevolge de scheiding van Tsjechië en Slowakije in 1993 verminderde het persoonsverkeer tussen deze landen in aanzienlijke mate. Het station Vrbovce werd bij de scheiding aangeduid als grensstation. Opmerkelijk was het feit dat de gelijknamige plaats in Slowakije gesitueerd was, maar het stationsemplacement in Kuželov lag, op het grondgebied van Tsjechië. Gezien deze toestand werd de stationsnaam naderhand gewijzigd in Javorník nad Veličkou. Anno 1997, als onderdeel van een gebiedsuitwisseling tussen Tsjechië en Slowakije, werd het station overgedragen aan de Slowaakse Spoorwegen en kreeg het zijn oude naam terug.
Door de scheiding van beide landen heeft de lijn aan belang ingeboet. In 2018 reed er op de werkdagen om de twee uren (bijwijlen om het uur) een regionale trein op het Slowaakse traject naar Myjava, en soms verder naar Vrbovce of Velká nad Veličkou (Tsjechië). Enkele treinen reden tot Javorník nad Veličkou zastávka.
Spoorlijn 121 doorkruist de Witte Karpaten. Ze vereiste de bouw van 3 tunnels en 5 grote viaducten. Bijna de helft (42%) van het parcours wordt op bergpassen uitgevoerd.

## Stations en stopplaatsen

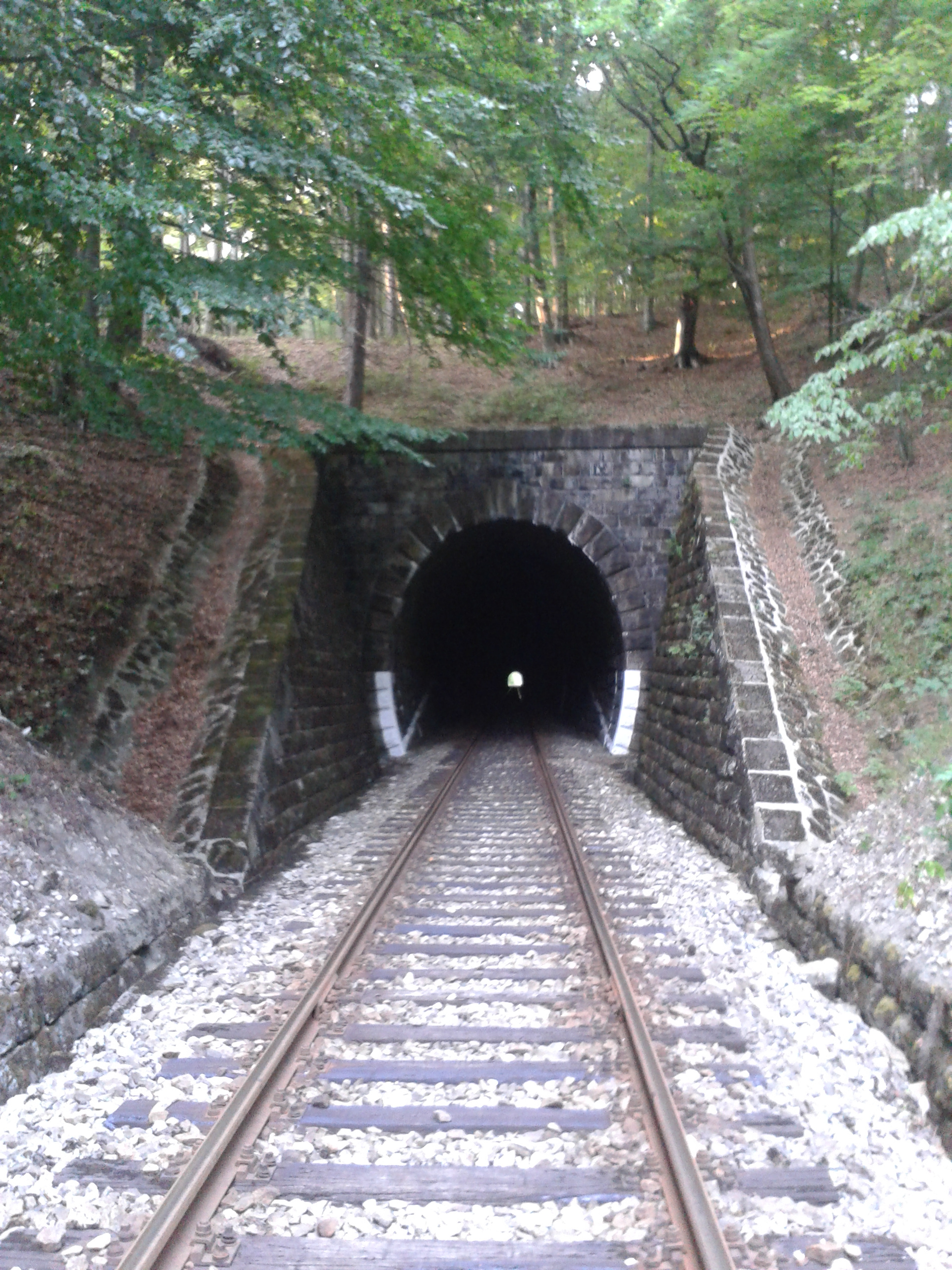
Poriadie-tunnel (480 meter)

Lijn 121 bedient de volgende stations en stopplaatsen:

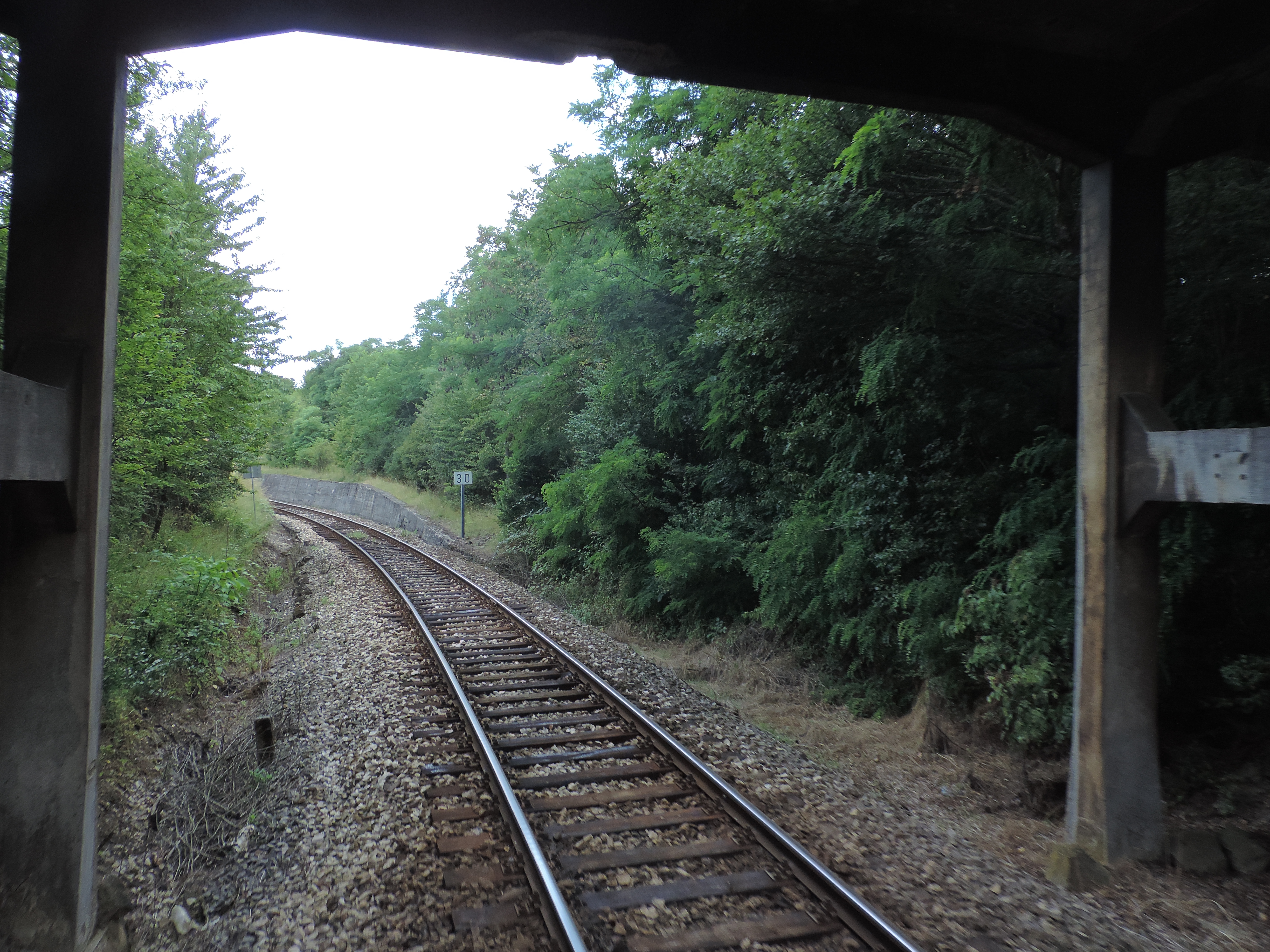
Spoorlijn 121 in Poriadie

- Nové Mesto nad Váhom 195 m

Vertakking naar lijn 120 (Bratislava – Žilina)
- Čachtice. Hoogte: 180 m

Tunnel Čachtice (Čachtický tunel) - Lengte: 250 m
- Višňové. Hoogte: 220 m
- Hrachovište. Hoogte: 229 m
- Vaďovce. Hoogte: 228 m
- Stará Turá. Hoogte: 279 m
- Paprad[4] Hoogte: 350 m

Tunnel Poriadie (Slowaaks: Poriadsky tunel) - Lengte: 480 m
- Poriadie. Hoogte: 425 m

- Myjava. Hoogte: 325 m
- Brestovec. Hoogte: 375 m

Tunnel General Milan Rastislav Štefánik - Lengte: 2421 m
- Vrbovce zastávka (stopplaats). Hoogte: 425 m
- Vrbovce (station). Hoogte: 400 m

Grensovergang
- Javorník nad Veličkou zastávka (stopplaats). Hoogte: 312 m
- Velká nad Veličkou. Hoogte: 288 m
- Louka u Ostrohu. Hoogte: 247 m
- Lipov. Hoogte: 227 m
- Blatnice pod Svatým Antonínkem
- Veselí nad Moravou. Hoogte: 176 m